# 아리미쓰 료타
아리미쓰 료타(일본어: 有光 亮太, 1981년 4월 21일 ~ )는 일본의 전 축구 선수이다.

## 구단 경력
선수 시절 포지션은 공격수였으며, 과거 아비스파 후쿠오카, V-파렌 나가사키에서 활동하였다.